# Whitfield (Northamptonshire)
Whitfield è un villaggio e parrocchia civile dell'Inghilterra, appartenente alla contea del Northamptonshire.